# Liste der Einträge im National Register of Historic Places im Franklin County (Alabama)
Die Liste der Registered Historic Places im Franklin County in Alabama führt alle Bauwerke und historischen Stätten im Franklin County auf, die in das National Register of Historic Places aufgenommen wurden.

## Aktuelle Einträge
| Lfd. Nr. | Name                                      | Bild | Datum der Eintragung | Adresse/Lage                                                                    | Ort          | ID-Nr.    | Beschreibung |
| -------- | ----------------------------------------- | ---- | -------------------- | ------------------------------------------------------------------------------- | ------------ | --------- | ------------ |
| 1        | Alabama Iron Works                        |      | 3. Aug. 1977         | südlich von Russellville abseits des U.S. 43                                    | Russellville | 77000203  |              |
| 2        | Overton Farm                              |      | 3. Okt. 1973         | 6,4 km nordwestlich von Hodges                                                  | Hodges       | 73000344  |              |
| 3        | Russellville Commercial Historic District |      | 29. Jan. 2019        | An der Jackson und Coffee Avenue sowie Lawrence, Lauderdale und Madison Street. | Russellville | 100003123 |              |